# حاسوب محمول لكل طفل
جمعية حاسوب محمول لكل طفل (OLPC) هي منظمة أميركية غير ربحية تشرف على إنشاء جهاز تعليمي زهيد لاستخدامه في العالم النامي، ومهمتها هي «خلق فرص تعليمية لأفقر أطفال العالم من خلال توفير كمبيوتر محمول لكل طفل متصل بالإنترنت يحتمل الصدمات ومنخفض التكلفة، يعتمد على طاقة منخفضة ويحتوي على برمجيات تشجع التعاون، والتعلم الذاتي البهيج.» وقد أعلن مدير المنظمة نيغروبونتي أن المهمة هي القضاء على الفقر. التركيز الحالي هو على بناء وتطوير ونشر النموذج المعروف بالمحمول إكس أو-1 (XO-1) وما يتبعه من أجهزة. ويرأس المنظمة نيكولاس نيغروبونتي، أما رئيس مجلس الإدارة والرئيس التنفيذي فهو رودريغو أربوليدا حلبي، وتمولها منظمات مثل أيه إم دي، أي بأي وجوجل ونيوز كوربوريشن ورد هات ومارفيل.

## هدف المؤسسة

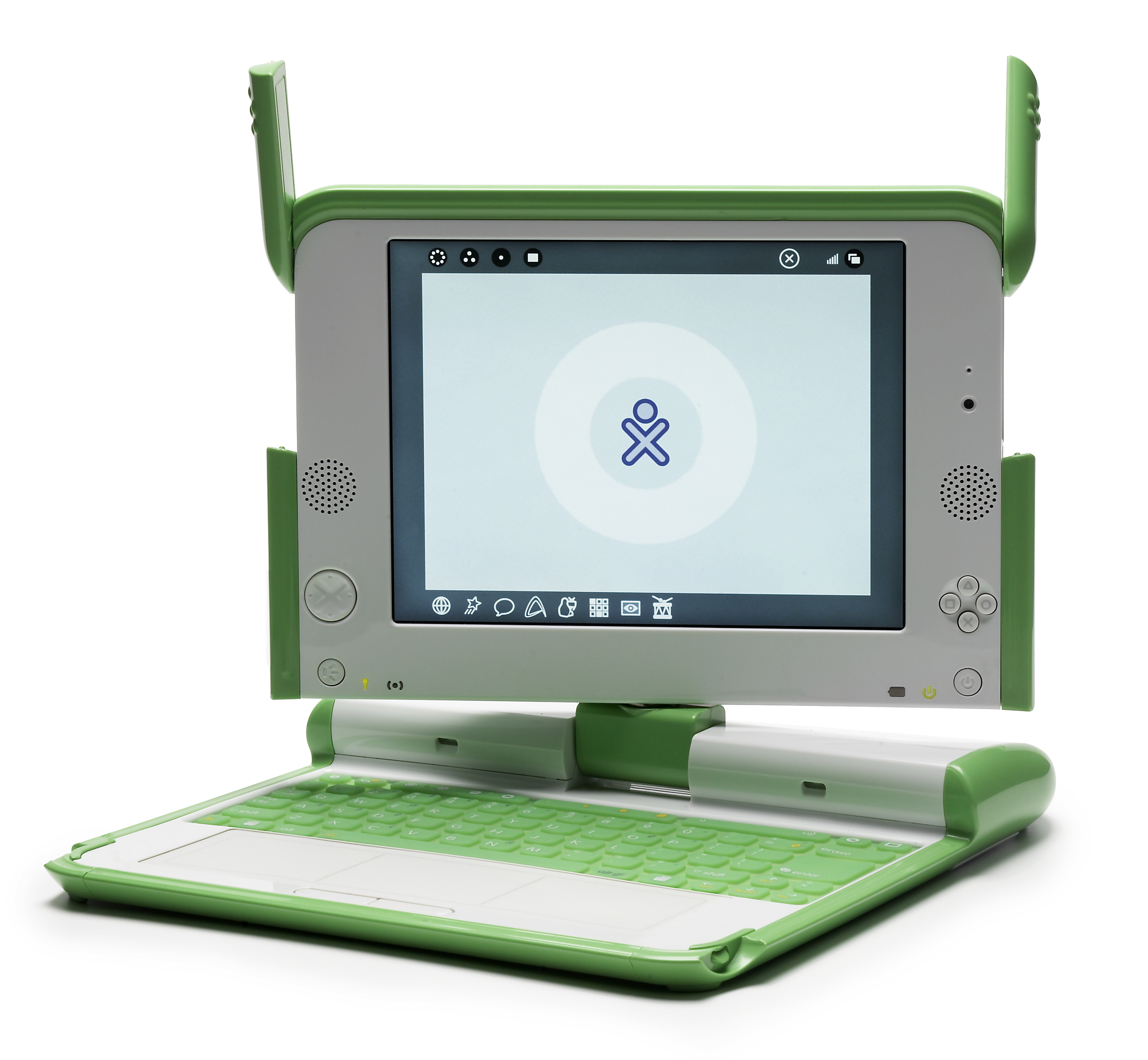
جهاز كمبيوتر أو اكس - 1

الهدف من المؤسسة تزويد الأطفال في جميع أنحاء العالم فرصًا جديدة للاستكشاف والتجربة والتعبير عن أنفسهم. ولهذا الغرض، قامت المؤسسة بتصميم كمبيوتر محمول وبرمجيات تعليمية وقاعدة تصنيعية ونظام توزيع لتزويد الأطفال خارج «العالم الأول» فرص تكنولوجية تعليمية غير متاحة بالعادة. اعتمدت المؤسسة قائمة من خمسة مبادئ أساسية:
1. يجب أن يحتفظ الأطفال بالكمبيوتر المحمول.
2. يجب أن يكون التركيز على التعليم المبكر.
3. لا يجب ترك أي طفل من دون حاسوب.
4. يجب توفير اتصال عن طريق الإنترنت.
5. يجب أن يسمح التصميم تطور وتكيف الجهاز.

## تاريخ

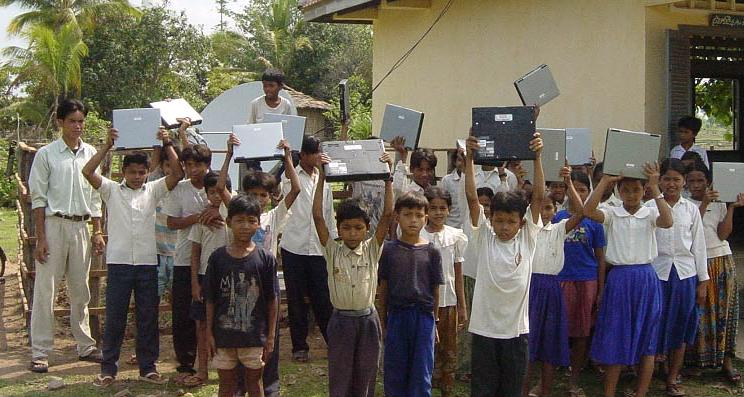
الأطفال في المدارس الكمبودية النائية حيث طبق برنامج الكمبيوتر المحمول منذ عام 2001

يقوم المشروع على نظريات التعلم البنائية الرائدة التي بدأها سيمور بابيرت وآلان كاي وكذلك على المبادئ التي ذكرها نيكولاس نيغروبونتي في كتابه «الكينونة الرقمية». أولئك الأشخاص الثلاثة، بالإضافة إلى العديد من المنظمات الراعية، مشاركين نشطين في المؤسسة.
تمت مناقشة العديد من المفاهيم حول الفكرة واستكشافها في عدد من المؤتمرات التي عقدت قبل إنشاء المؤسسة. فمثلاً، جلب مؤتمر 2B1 الذي عقدته مختبر الوسائط (ميديا لابز) في عام 1997، معلمين من البلدان النامية في جميع أنحاء العالم، مما أدى إلى «كسر الحواجز العالمية من ناحية العرق والعمر والجنس واللغة والطبقة والاقتصاد والجغرافيا»، وكانت النتيجتان الأكثر أهمية لذلك المؤتمر هما إنشاء مشروع وطن1 (Nation1) والموافقة على تنظيم قمة الصغار (Junior Summit) والتي عقدت في العام التالي.
وأعلن عن بدء المشروع وإنشاء المؤسسة في المنتدى الاقتصادي العالمي في دافوس بسويسرا في يناير 2005، وتم إنشاؤها بواسطة أعضاء هيئة التدريس في مختبر الوسائط التابع لمعهد ماساتشوستس للتكنولوجيا. كما اكتسب المشروع اهتمام أكبر عندما كشف نيكولاس نيغروبونتي وكوفي أنان النقاب عن نموذج جهاز أطفال 1 (CM1) في 16 نوفمبر 2005 في مؤتمر القمة العالمي لمجتمع المعلومات في تونس العاصمة. وعرض نيغروبونتي نموذجين من أجهزة الكمبيوتر المحمول CM1 في المرحلة الثانية من القمة العالمية: نموذج مادي لا يعمل، ونموذج مبدئي يعمل بواسطة ربط لوحة مفاتيح خارجية ومنفصلة. وكان الجهاز الذي عرض نموذجًا خامًا يستخدم لوحة قياسية. وقتها قدر نيغروبونتي أن الشاشة وحدها ستتطلب ثلاثة أشهر أخرى من التطوير، وتم عرض النموذج الأول الذي يعمل خلال اجتماع للجنة التاسك فرس المنعقدة في 23 مايو 2006. وكان من المتوقع أن تكون شاشة المحمول النهائية أكبر من المعروضة وموضوعة بحزمة بنفس الحجم. وكان من المقرر أصلاً إنتاج المحمول بحلول أوائل عام 2007، لكن الإنتاج بدأ فعليًا في تشرين الثاني/نوفمبر 2007.
في المنتدى الاقتصادي العالمي لعام 2006 في دافوس، سويسرا، أعلن برنامج الأمم المتحدة الإنمائي أنها تدعم هذا الكمبيوتر المحمول، وعليه فقد أصدر برنامج الأمم المتحدة الإنمائي بيانًا ذكر في أنها ستعمل مع المؤسسة لتقديم «التكنولوجيا والموارد إلى المدارس المستهدفة في أقل البلدان نموًا».
كان الهدف الأصلي للمشروع ألا يتخطى سعره عتبة الـ100 دولار أمريكي. قال نيغروبونتي في مايو 2006، خلال مؤتمر قمة مستخدمي الريد هات السنوي، أن «سعره ما زال عائمًا. نحن منظمة غير ربحية، لدينا هدف الـ100 $ بحلول عام 2008، ولكن ربما سيكون 135$، وربما 140$.» إلا أن شبكة البي بي سي الإخبارية أشارت في أبريل 2010 إلى أن السعر لا يزال فوق 200$.

### الإنتاج الشامل

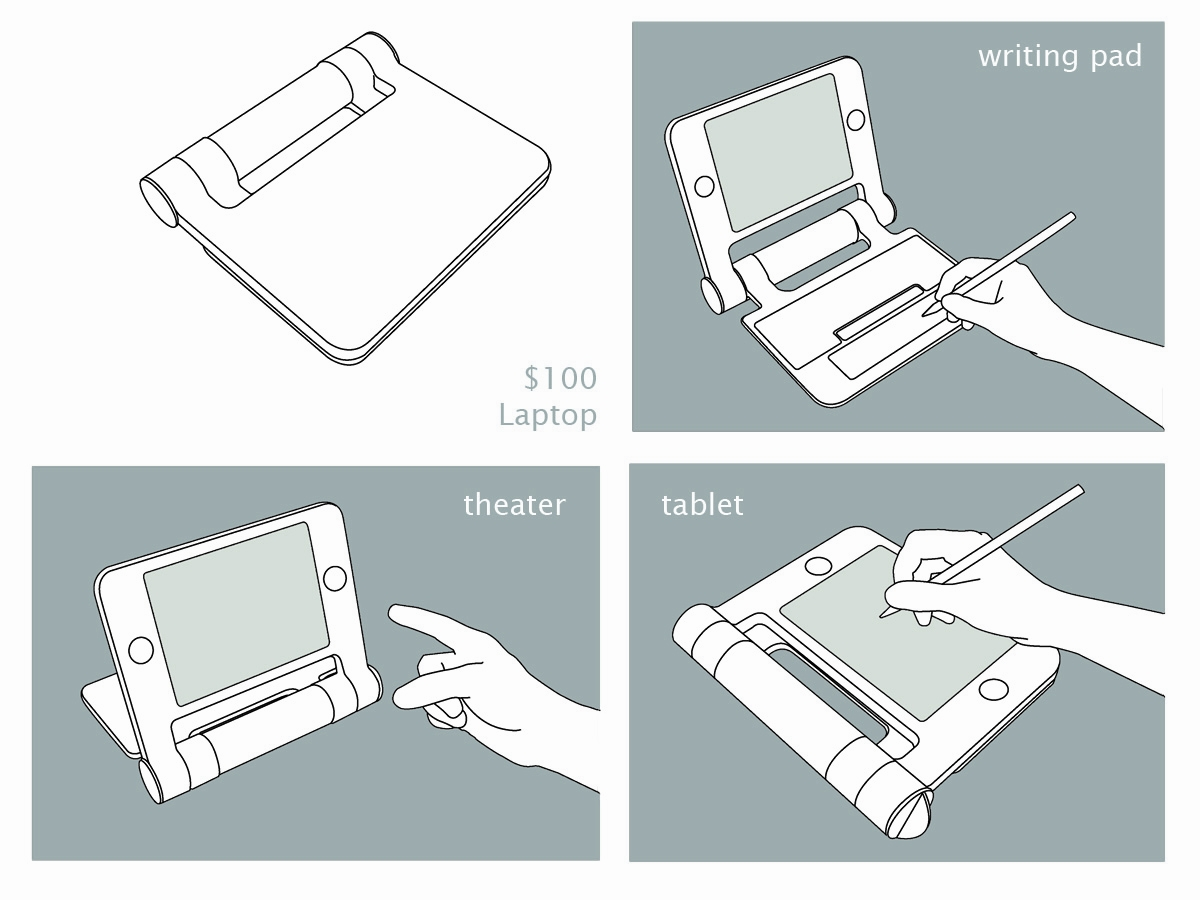
اقتراح تصميم أكس أو - 1 الأصلي

وعندما بدأ الإنتاج الشامل للمحمول في نوفمبر 2007، قدر سعر الوحدة ليكون 188$ عند شراء ألف وحدة. وفي الوقت نفسه، كان يباع الجهاز في إطار برنامج «أعط 1 واحصل على 1» بسعر 199$ عن الوحدة واحدة أو 399$ عن الوحدتين.
وقدمت ماري لو جيبسن رئيسة التكنولوجيا التنفيذية للمشروع استقالتها في نهاية 2007 لتأسس شركة جديدة باسم بكسل كي (Pixel Qi)، لمواصلة تطوير وتسويق الأفكار بناء على فكرة إكس أو.
كانت إنتل عضوة في الرابطة لفترة وجيزة في عام 2007 إلا أنها استقالت من العضوية في 3 يناير 2008 بسبب خلافات مع طلبات نيكولاس نيغروبونتي بوقف إغراق كمبيوتر كلاسمايت
كما استقال إيفان كريستيتش مدير هيكلية الأمن في أواخر شباط/فبراير 2008، بعد أن صرح بأن «لم يكن التعلم هدف المؤسسة ولا حتى هدف نيغروبونتي». وفي 22 أبريل 2008، تنحى والتر بندر رئيس البرامج والمحتوى، لتأسيس شوكر لابس. ويبدو أن بندر كان على خلاف مع نيغروبونتي حول مستقبل المؤسسة وشراكائها المحتملين. كما أظهر نيغروبونتي بعض الشكوك حول حصرية استخدام برمجيات المصدر المفتوح في هذا المشروع، وقدم اقتراحات لدعم التحرك نحو إضافة مايكروسوفت ويندوز إكس بي كنظام تشغيل على إكس أو - 1. لا يعتبر البعض مايكروسوفت ويندوز إكس بي نظام تشغيل مستدام. أعلنت شركة مايكروسوفت في 16 مايو 2008 أن ستقدم ويندوز إكس بي كخيار على كمبيوتر محمول إكس أو - 1 وربما بقدرة على تمهيد ثنائي جنبًا إلى جنب مع لينكس.

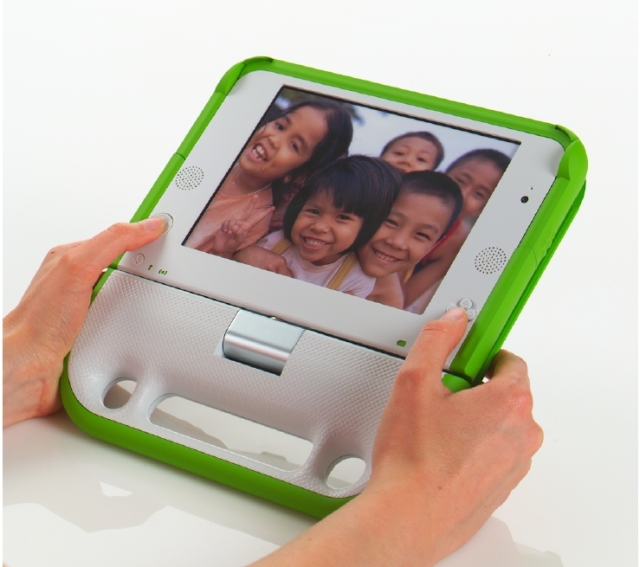
أسست المؤسسة إكس - 1 الكمبيوتر المحمول في هيئة كتاب إليكتروني.

في 2 مايو 2008، أصبح تشارلز كين الرئيس الجديد والمدير التنفيذي للعمليات في المؤسسة. وفي أواخر عام 2008، بدأت وزارة تربية مدينة نيويورك تنفيذ مشروع لشراء أعداد كبيرة من أجهزة الكمبيوتر إكس أو لاستخدامها من قبل تلاميذ المدارس في نيويورك.
بدأت المؤسسة بوضع إعلانات على موقع الفيديو هولو ومواقع وأخرى في عام 2008. وبسبب الانكماش الاقتصادي لعام 2008 وزيادة المنافسة من النتبووك، انخفضت موازنة المؤسسة السنوية من 12 مليون دولار إلى 5 ملايين فقط، مما نتج عنه إعادة هيكلة رئيسية منذ 7 يناير 2009. تم تطوير نظام تشغيل «سكر»، ولدعم منظمة تنمية أمريكا اللاتينية تم تخفيض عدد الموظفين، بما في ذلك جيم جيتس، كما تأثرت أجور حوالي 50% من العاملين، وتعرضت 32 من الموظفين لتخفيض رواتبهم.
بالرغم من عدم قدرة المؤسسة على تخفيض تكاليف تصنيع المحمل للوصول إلى سعر 100 دولار المخطط له، فإن مجرد وجودها في ساحة صناعة الكمبيوتر المحمول خلقت حالة تنافسية قوية أرغمت غيرها من الشركات المصنعة لأجهزة الكمبيوتر الدفترية الاستهلاكية (مثل إيسر وهيوليت باكارد) على إطلاق أجهزتهم المحمولة الخاصة المنخفضة التكلفة في البلدان النامية والصناعية. وبالإضافة إلى ذلك، أجبرت شركات البرمجيات مثل مايكروسوفت على خفض أسعار برامجها للاستعمالات التربوية. فمثلاً، وصل سعر ويندوز ومعالج الكلمات أوفس، وبرامج تعليمية أخرى إلى 3$ لكل منها عند استخدامها في المدارس. هذا الخصم الكبير سمح لويندوز بدخول عالم الاكس أو.

## التقنية

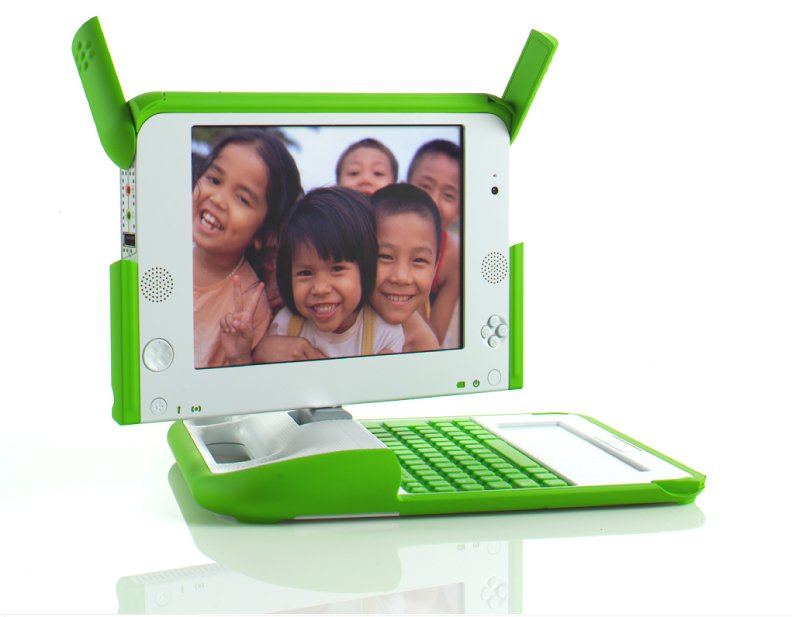
التصميم أكس أو - 1 المحمول.

الأكس أو - 1، المعروفة سابقًا باسم «محمول الـ100 $» أو «آلة الأطفال»، هو جهاز كمبيوتر محمول رخيص مصمم ليتم توزيعه على الأطفال في البلدان النامية في جميع أنحاء العالم، لتسهيل وصولهم إلى المعرفة، وإتاحة الفرص «للاستكشاف والتجربة والتعبير عن أنفسهم» (التعلم البنائي). يتم تصنيعه بواسطة شركة الكمبيوتر التايوانية كوانتا كمبيوتر. صمم هذا الكمبيوتر المحمول لتحمل الصدمات ولاستهلاك القليل من الطاقة، لذا استعمل ذاكرة فلاش بدلاً من القرص الصلب، ونظام تشغيل قائم على فيدورا، و«شوغر» كواجهة مستخدم. ومن ناحية الاتصالات، اعتمد نظام 802.11s اللاسلكي الشبكي الذي يسمح للطلاب بالتواصل فيما بينهم للتعاون في الأنشطة وتبادل الوصول إلى الإنترنت عبر نقطة اتصال واحدة. ولشبكات المحمول اللاسلكية تلك مدى أكبر بكثير من أجهزة الكمبيوتر المحمولة الاستهلاكية العادية. كما صممت الإكس أو - 1 ليكون أقل تكلفة وأطول عمرًا من أجهزة الكمبيوتر المحمولة العادية.
كما تضمن الجهاز نظام مضاد للسرقة، بشكل اختياري، الذي يتطلب تجديد التشفير بشكل دوري من ملقم في خادم حاسوبي مركزي، وإذا انتهت فترة التشفير قبل الاتصال بالملقم يغلق الجهاز حتى يتم التجديد بنجاح. ويمكن تصميم النظام ليتصل بملقم خاص بكل بلد عبر شبكة اتصال أو بملقم محلي في المدرسة التي يمكن تحميلها رموز التشفير يدويًا، مما يمكن تشغيل الجهاز لعدة أيام أو حتى شهور. كما يمكن تحميل رموز التشفير على أقراص فلاش في حالة عدم وجود شبكات وخوادم حاسوبية. كما يمكن إنتاج نسخة من الجهاز لا تسمح بتثبيت برامج إضافية أو استبدال نظام التشغيل، لذا يحتاج المستخدمين المهتمين بتطويره إلى الحصول على مفتاح فتح رموز القفل بشكل منفصل، وهذا الإجراء ضروري للنظام المضاد للسرقة.
طورت مايكروسوفت نسخة معدلة من نظام التشغيل ويندوز، وأعلنت في مايو 2008 أن ويندوز إكس بي سيكون متاحًا بتكلفة 10 دولارات إضافية لكل محمول.
في عام 2009، أعلنت المؤسسة عن جهاز محسن أطلقت عليه اسم إكس أو - 1.5 الذي يستفيد من تطور أحدث التقنيات، يتضمن معالج VIA C7-M جديد ومجموعة شرائح جديدة توفر محرك 3D للرسومات ووحدة فك ترميز فيديو عالية الدقة، وتصل قدرة ذاكرة الوصول العشوائي إلى 1GB ولديه 4GB قدرة تخزينية، مع وجود خيار لقدرة 8GB، مع استخدام نفس شاشة العرض وشبكة لاسلكية بنفس القوة السابقة، إلا أنه يستهلك نصف كمية الطاقة. ويجري تطوير طراز إكس أو - 1,75 الذي سيتم استخدام معالج أي أر أم، ليباع بسعر أقل من 150 $ وسيطرح في الأسواق في عام 2011.

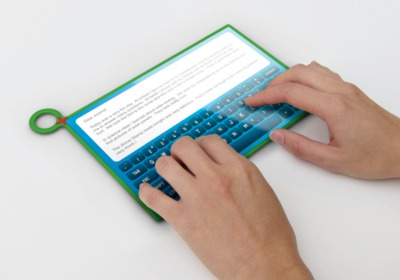
تصميم إكس أو - 3

أما طراز إكس أو - 3، فهو مفهوم يشبه جهاز كمبيوتر لوحي مصمم بهيكلة الإكس أو 1,75. بسعر سيكون أقل من 100$ وسيطرح عام 2012. وقد تم إلغاء تصميم إكس أو - 2 ذي القطعتين ليُستبدل بتصميم إكس أو - 3 ذي القطعة الواحدة.
وأعلن في مايو 2010، أن المؤسسة تعمل مع مارفيل على تصاميم أخرى غير محددة لكمبيوتر لوحي في المستقبل. في أكتوبر 2010، وقعت كل من المؤسسة ومارفيل على اتفاق بموجبه تدفع مارفيل للمؤسسة مبلغ 5,600,000 دولار لتطوير الجيل القادم من إكس أو - 3، على أن يستخدم شريحة ARM المصنعة من قبل مارفيل.

## التوزيع

### كيفية التوزيع

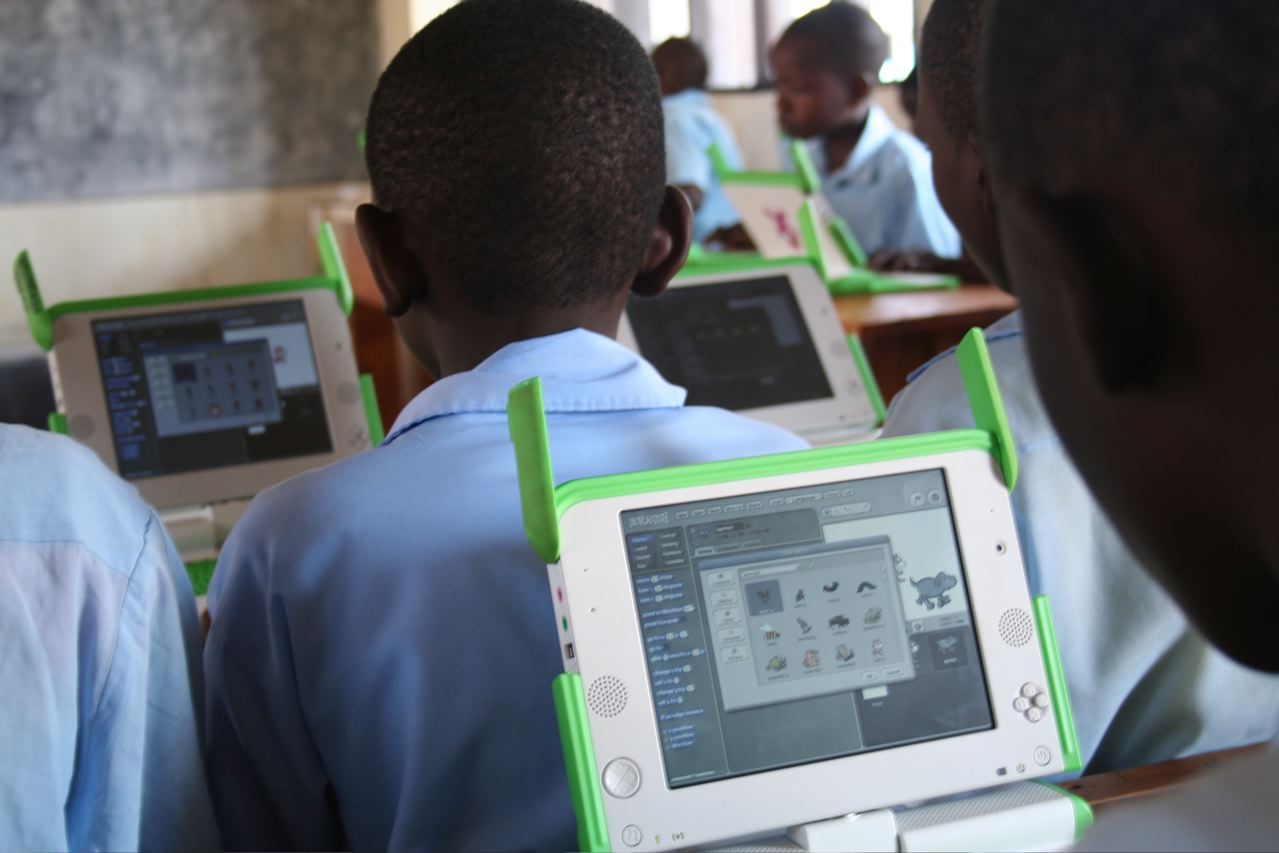
إحدى المدارس الابتدائية في كيغالي، رواندا عام 2009، حيث يتم استخدام الجهاز

بحسب برنامج توزيع مؤسسة «حاسوب محمول لكل طفل»، تباع أجهزة الكمبيوتر المحمولة هذه إلى الحكومات، ليتم توزيعها من خلال وزارات التعليم، ثم يوزع المحمول على الطلاب، على غرار توزيع الزي المدرسي ويبقى في النهاية ملكًا للطفل، ويتم وضع نظام البرمجيات والتشغيل مترجمًا إلى لغات البلدان المشاركة.

### التطبيقات الأولية
تم توزيع حوالي 500 لوحة تجريبية (بيتا-1) في منتصف عام 2006؛ و800 لوحة عاملة (بيتا-1) في أواخر عام 2006؛ و2400 بيتا-2 في نهاية فبراير 2007. في حين بدأ التصنيع بصورته المتكاملة في 6 نوفمبر 2007، وتم تصنيع حوالي مليون وحدة بحلول عام 2008.

### برنامج «إمنح 1 وإحصل على 1»
في البداية، ذكرت المؤسسة أنها لا تنوي طرح نسخة للسوق الاستهلاكية، إلا أنها أنشأت في وقت لاحق موقع laptopgiving.org لقبول التبرعات المباشرة باسم «إمنح 1 وإحصل على 1» (G1G1) ابتداءً من 12 نوفمبر 2007. وكان من المقرر في بادئ الأمر فتح مجال العرض لمدة أسبوعين فقط، ولكن تم تمديده حتى 31 ديسمبر 2007 لتلبية الطلبات. فعند تبرع مانح ما بمبلغ 399$ (زائد 25 دولارًا تكلفة الشحن) لبرنامج «امنح 1 واحصل على 1» يحصل على محمول أكس أو - 1 خاصة بهم وترسل المؤسسة محمول آخر نيابة عنهم لطفل في أحد البلدان النامية. كانت هذه المبادرة تقتصر على الأفراد الذين يعيشون في الولايات المتحدة وكندا فقط، وشارك نحو 83,500 مانح في البرنامج، تم تسليمهم جميع الأجهزة G1G1 بحلول 19 أبريل 2008. وعزي هذا التأخير إلى نظام الشحن التي تتبعه المؤسسة وعلى المقاولين خارجها الذين استعين بهم لإدارة تلك الجوانب من البرنامج.

#### «امنح 1 واحصل على 1» لعام 2008
بين 17 نوفمبر و31 ديسمبر 2008، تم عرض البرنامج الثاني من G1G1 والذي أنيط بإدارته إلى Amazon.com وAmazon.co.uk، وقد تم اختيار هذه الشراكة من أجل حل مشاكل التوزيع التي واجهها برنامج G1G1 عام 2007، وبقي السعر للمستهلكين نفسه كما كان في عام 2007، أي 399$. كان هدف المبادرة فتح مجال التبرع في جميع أنحاء العالم، وكان بالإمكان تسليم الكمبيوترات المحمولة إلى أكثر من 30 من البلدان الأوروبية، وكذلك في بعض دول أمريكا الوسطى والجنوبية (كولومبيا وهايتي وبيرو وأوروغواي وباراغواي)، والبلدان الأفريقية (إثيوبيا وغانا ونيجيريا ومدغشقر ورواندا) والدول الآسيوية (أفغانستان وجورجيا وكازاخستان ومنغوليا ونيبال)، بالإضافة إلى الولايات المتحدة وكندا. على الرغم من هذا، باع البرنامج حوالي 12,500 جهاز فقط وجنى مجرد 2,5 مليون دولار أي بانخفاض 93 % عن العام السابق.

## انتشار أجهزة الكمبيوتر المحمولة اكس أو

### موجز طلبيات الكمبيوتر المحمول
| السنة    | عدد مؤكد (تقريبي) | التاريخ مؤكد                | المشتري                                            |
| -------- | ----------------- | --------------------------- | -------------------------------------------------- |
| 2007     | 100,000           | تشرين الأول/أكتوبر 2007.    | أوروغواي                                           |
| 2007     | 15,000            | 14 نوفمبر 2007              | برمنغهام، ألاباما، الولايات المتحدة                |
| 2007     | 260,000           | 4 ديسمبر 2008               | بيرو                                               |
| 2007     | 50,000            | 4 ديسمبر، 2008              | المكسيك (رجل الأعمال المكسيكي كارلوس سليم)         |
| 2007     | 167,000           | 16 يناير 1983               | برنامج G1G1 2007                                   |
| 2008     | 65,000            | 31 مايو/أيار 2009           | كولومبيا (كالداس)                                  |
| 2008     | +200,000          | يونيو 2008                  | أوروغواي                                           |
| 2008     | +30,000           | أكتوبر 2008                 | بيرو                                               |
| 2008     | 10,000            | 10 نوفمبر 2008              | غانا                                               |
| 2008     | 12,500            | 16 يناير 1983               | برنامج 1G1 2008                                    |
| 2009     | 5,000             | 2 أبريل 2009                | سيراليون                                           |
| 2009     | 100,000           | 31 مايو/أيار 2009           | رواندا                                             |
| 2009     | +160,000          | 126 أكتوبر/تشرين الأول 2009 | أوروغواي (المجموع: 362000 للأطفال، 18000 للمعلمين) |
| 2010     | +260,000          | 17 مارس 2010                | بيرو                                               |
| +60,000  | 2 أبريل 2009      | الأرجنتين                   |                                                    |
| الإجمالي | 1,494,500         |                             |                                                    |

### البلدان المشاركة
في أكتوبر 2007، طلبت الأوروغواي شراء 100,000 كمبيوتر محمول، مما جعلها أول بلد يشترى نظام كامل من أجهزة الكمبيوتر المحمولة هذه، فكان الشحن الأول للأجهزة العاملة (وليس تجريبية) للأوروغواي في ديسمبر 2007. منذ ذلك الحين، طلبت أكثر من 200,000 محمول لتغطية جميع الأطفال في المدارس العامة بعمر ما بين 6 و12 سنة. قدم رئيس الأوروغواي تاباري فاسكويز الكمبيوتر المحمول الأخير في مدرسة في مونتفيديو في 13 أكتوبر 2009. وعلى مدى العامين الماضيين، شملت العملية 18,000 معلم و362,000 تلميذ وكلفت الدولة 260$ للطفل الواحد، بما في ذلك تكاليف الصيانة وإصلاح المعدات وتدريب المعلمين والاتصال بشبكة الإنترنت، وستكون التكلفة السنوية للحفاظ على البرنامج، بما في ذلك بوابة معلومات للتلاميذ والمدرسين حوالي 21$ للطفل الواحد. وبذلك أصبحت أول بلد في العالم يوزع على جميع أطفال مدارسه الابتدائية جهاز كمبيوتر محمول مجاني في 13 أكتوبر 2009 كجزء من «خطة سيبال» (تربية الاتصال).
والجدير بالذكر أن جزيرة نييوي في جنوب المحيط الهادي ادعت أسبقيتها، زاعمةً أنها أتمت توزيع الكمبيوتر المحمول على طلبتها في أغسطس 2008.
تم تسليم كمبيوتر محمول إلى البلدان التالية، إما من خلال طلبية أو كجزء من برنامج «إمنح 1 وإحصل على 1»:

### أفريقيا والشرق الأوسط
- إثيوبيا (5,000 جهاز «منحة»)
- غزة (2,100 جهاز «منحة»)
- غانا (10,000 جهاز «طلبية»)
- رواندا (20,000 جهاز «منحة»، 100,000 جهاز «طلبية»)[57]
- سيراليون (5,000 جهاز «طلبية»)

### الأمريكتين
- الأرجنتين (60,000 جهاز «طلبية»)
- كولومبيا (4,000 جهاز «طلبية»)
- هايتي (13,000 جهاز «منحة»)
- المكسيك (50,000 جهاز اشتراها رجل الأعمال كارلوس سليم)
- بيرو (550,000 جهاز «طلبية»، كان آخرها في مارس 2010)[58]
- الولايات المتحدة الأمريكية (15,000 جهاز «طلبية» من برمنغهام، ألاباما)[59][60][61]
- أوروغواي (أكثر من 380,000 جهاز لطلاب ومعلمي المرحلة الابتدائية،[62][63] إضافة إلى «طلبية» من 90,000 جهاز لطلاب المدارس الثانوية.[63])

### آسيا
- أفغانستان (11,000 جهاز «منحة»)
- كمبوديا (3,200 جهاز منحة)
- منغوليا (10,000 جهاز «منحة»)[64]

### أوقيانوسيا
- كيريباتي وناورو وكاليدونيا الجديدة ونيوي وبابوا غينيا الجديدة وجزر سليمان وتوفالو وفانواتو (5,000 جهاز «منحة»)[65]
- أستراليا (5,000 جهاز «طلبية»)[66]

### المشروع في الولايات المتحدة
في البدء، أعلنت المؤسسة أن المشروع لا يشمل الولايات المتحدة. وفي عام 2008، قال نيكولاس نيغروبونتي «أن لمؤسسة OLPC أمريكا مدير ورئيس بالفعل، ومن المرجح أن تكون فرعها الرئيسي في واشنطن العاصمة،» ولكن لم يتم تنفيذ هذا الأمر. وحتى عام 2010، كانت برمنغهام، ألاباما هي أكثر من طبق البرنامج في الولايات المتحدة، وقال البعض أن تغيير المشهد الاقتصادي أجبر المؤسسة على تعديل إستراتيجيتها. وأشاد نيغروبونتي بالوطنية، و«بناء كتلة حرجة»، وتوفير وسيلة التواصل للأطفال في جميع أنحاء العالم.

### البلدان في طريقها لتطبيق المشروع

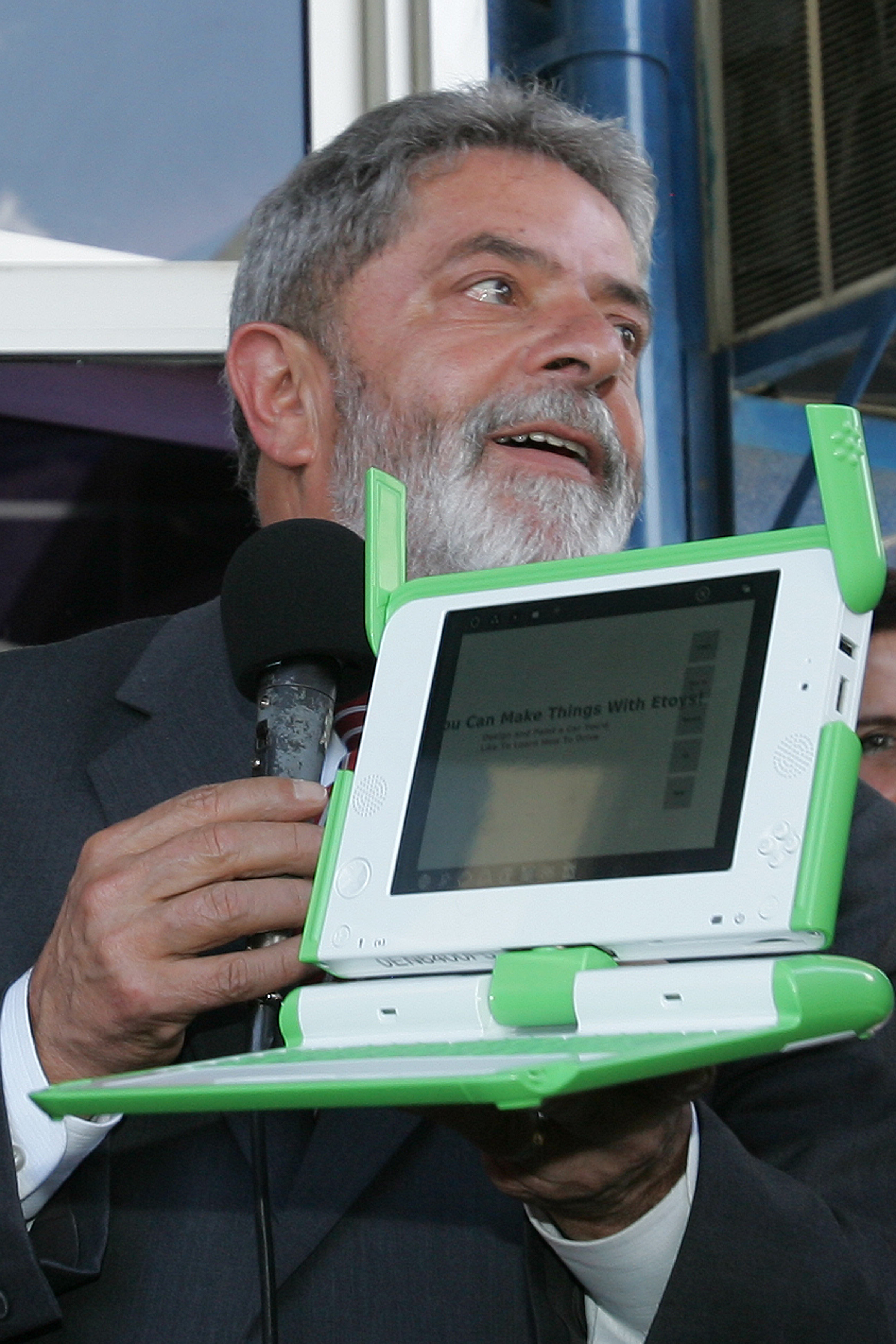
لويس ايناسيو لولا دا سيلفا، رئيس البرازيل السابق مع أحد الأجهزة.

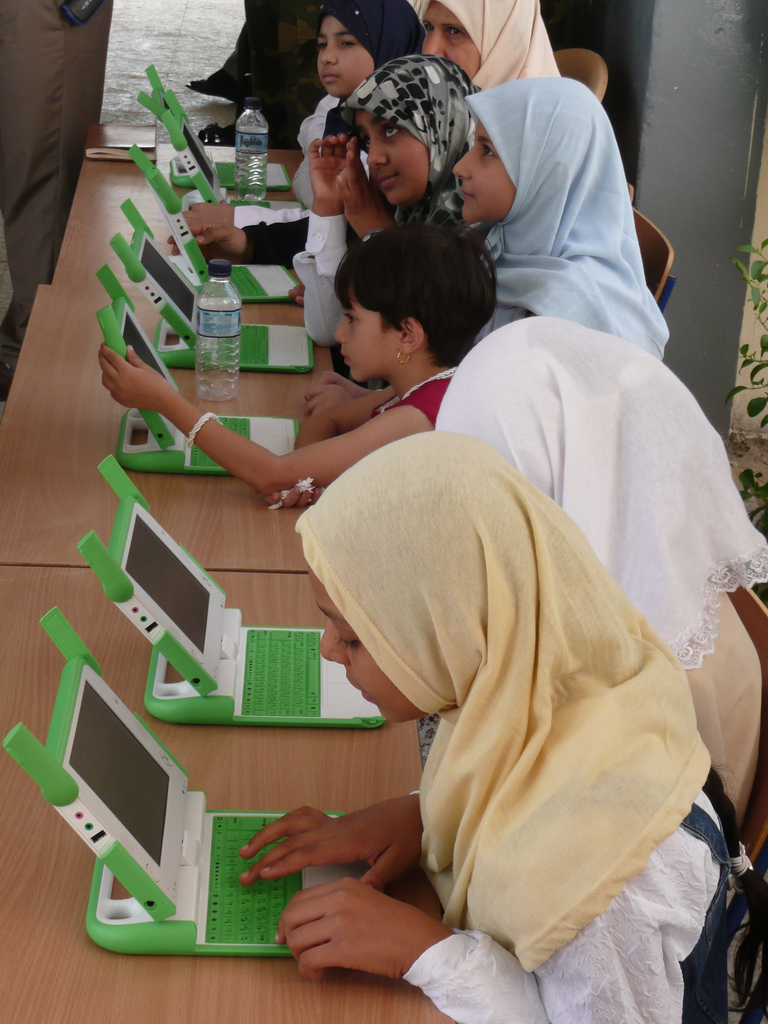
في نجمي، محافظة المثنى، العراق

بالإضافة إلى مشاريع رائدة في البلدان المشاركة المذكورة أعلاه، والمشاريع التجريبية (من بضع عشرات إلى بضع مئات من أجهزة الكمبيوتر المحمولة) جرت أو تجري حاليًا في البلدان التالية (انظر أيضًا خريطة جوجل مشاريع المؤسسة الرائدة):

### أفريقيا - الشرق الأوسط
- العراق (نجمي)
- لبنان (مخيم صبرا وشاتيلا)
- مدغشقر (أمباتوهرانانا)
- مالي (قويسمبورو)
- موزامبيق (زامبيزيا)
- نيجيريا (أبوجا)
- جنوب أفريقيا
- تنزانيا (إيرينغا ودار السلام)
- اليمن (صنعاء)

### الأمريكيتين
- البرازيل (بورتو أليغري، ساو باولو، ريو دي جانيرو)
- كندا (الاسكيمو، الملونين ومجتمعات الأمم الأولى)
- نيكاراغوا (ريفاس)
- باراغواي
- سورينام (باراماريبو)
- الجزر العذراء (سانت جون)

### آسيا
- الهند (خيرت)
- نيبال (اليتبور)
- باكستان (روالبندي)
- الفلبين (مانيلا)
- تايلاند (سمكا بان)

### بلدان أخرى مهتمة
وقد أظهرت البلدان التالية اهتمامها في الماضي، ولكن لا مشاريع ملموسة حتى الآن:
- إفريقيا: مصر، ليبيا، نيجيريا، تونس
- الأمريكتين: الأرجنتين وكوستاريكا وجمهورية الدومينيكان
- آسيا: سري لانكا
- أوروبا: اليونان

## الانتقادات

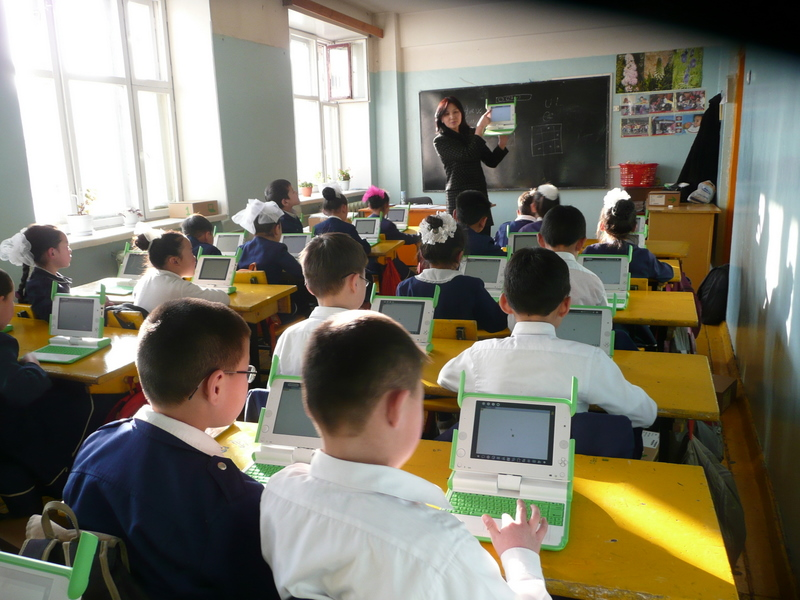
فصل دراسي يستعمل الجهاز في أولان باتور، منغوليا

### الجدل بشأن المهمة
كانت هناك شكوك حول تطبيق المؤسسة لمبدأ «مصادر حرة ومفتوحة»، بعدما أعلنت المؤسسة في 15 مايو 2008 على توفير خيار إضافة إصدار خاص من نظام التشغيل ويندوز إكس بي جنبًا إلى جنب مع نظام التشغيل الحر والمفتوح لينكس الذي يعتمد واجهة التشغيل «شوغر»، وذلك بتكلفة محددة. في البداية، قال جيمس أودشنايدر من شركة مايكروسوفت، أنه يمكن اختيار نظام تشغيل واحد فقط. إلا أن المؤسسة، بعد ذلك، ذكرت أن الطرح المستقبلي لأجهزة الكمبيوتر المحمولة إكس أو - 1 سيعتمد التمهيد المزدوج لنظام لينكس أو لمايكروسوفت ويندوز إكس بي، كما ذكر نيغروبونتي فيما بعد أن «المؤسسة ستطرح نوعين من الأجهزة، واحد بلينكس فقط وأخر بالتمهيد المزدوج. إلا أنها لن تطرح أجهزة بويندوز فقط». وطرحت المؤسسة أول إصدار تجريبي لإكس أو - 1 ثنائي التمهيد في 3 يوليو 2008. ودارت مناقشات حول ما إذا كان ينبغي تصميم المحمول بشكل يسمح بعدم الكشف عن هوية مالكه لتسهيل تتبع الحكومة للأجهزة المسروقة، منها انتقاد مجلة «نيو ساينتست» لشركة بي ثيفت بتفروست الصانعة لنظام الحماية من السرقة، والذي يسمح لكل كمبيوتر محمول فردي ببث توقيع رقمي لخادم مركزي على الأكثر مرة واحدة في اليوم لتبقى فاعلة.

### الجدل بشأن النهج
خلال مؤتمر القمة العالمي لمجتمع المعلومات التي عقدته الأمم المتحدة في تونس في الفترة من 16-18 نوفمبر 2005، أعرب عدد من المسؤولين الأفارقة، أبرزهم مارت دانسوخو من الكاميرون ومحمد ديوب من مالي، عن شكوكهم تجاه دوافع مشروع المحمول لكل طفل، إذ اعتبروا أن المشروع كان يستخدم عقلية أميركية مفرطة تقدم حلول لمشاكل لا تنطبق على المواطن الأفريقي على وجه التحديد. وقال دانسوخو أن أولويات المشروع في غير محله، مشيرًا إلى أن المياه الصالحة للشرب والمدارس أكثر أهمية بالنسبة للمرأة الأفريقية والتي لن يكون لديها الوقت لاستخدام أجهزة الكمبيوتر للبحث عن محاصيل جديدة لزراعتها. كما هاجم ديوب، من جهته، تحديدًا المشروع بأنه محاولة لاستغلال حكومات الدول الفقيرة عن طريق جعلها تدفع مئات الملايين من أجل الآلات.
أما لي فلسنتن، مهندس الكمبيوتر الذي لعب دورًا مركزيًا في تطوير الكمبيوتر الشخصي، فقد انتقد مركزية قرار التصميم والتوزيع، والذي وصفه بالإمبريالي.
جون وود، مؤسس غرفة للقراءة (Room to Read)، شدد على توفير المقدرة على تحمل التكاليف في مقابل التقنية العالية. مع أنه من محبذي مبادرة «محمول واحد لكل طفل» لتوفير التعليم للأطفال في العالم النامي بسعر أرخص، إلا أنه أشار إلى أن الأولى إنشاء مكتبة بـ 2000$ لخدمة 400 طفل، أي بتكلفة 5$ للطفل لتحقيق الوصول إلى مجموعة واسعة من كتب باللغات المحلية (مثل الخميرية أو النيبالية) واللغة الإنجليزية، كما يمكن صرف 10,000$ لبناء مدرسة تخدم بين 400 و500 طفل (أي 20 إلى 25 دولار للطفل). وفقًا لوود، فإن هذه الحلول مناسبة أكثر للتعليم في الغابات الكثيفة في فيتنام أو كمبوديا الريفية.
واقترحت منظمة المساعدات الإسكندنافية (FAIR)، إقامة معامل لإعادة تدوير أجهزة الكمبيوتر المستعملة باعتبارها بديلا أكثر اقتصادية. لذلك شككت المنظمة في إمكانية نجاح إستراتيجية مبيعات المؤسسة.

### القضايا البيئية
في عام 2005، وقبل التصميم النهائي لجهاز إكس أو - 1، تلقت المؤسسة انتقادات بسبب مخاوف من الآثار البيئية والصحية للمواد الخطرة الموجودة في معظم أجهزتها. أكدت المؤسسة بدورها أنها تهدف إلى استخدام مواد صديقة للبيئة بقدر استطاعتها، وستكون مواصفات هذا المحمول وجميع القطع المستعملة فيه متوافقة تمامًا مع مقاييس الاتحاد الأوروبي في ما يتعلق بالمواد الخطرة والنفايات، كما سيستهلك المحمول طاقة أقل من حجم استهلاك حواسيب الدفاتر النموذجية المتاحة اعتبارا من عام 2007، مما يقلل من العبء البيئي لتوليد الطاقة.
وأشار مقياس تقييم بيئية المواد المصنعة التابع لمجلس الإلكترونيات الخضراء الذي هدفه تقييم وقياس تأثير الكمبيوترات المحمولة على البيئة، أن الإكس أو لا يحتوي على مواد سامة وقابل لإعادة التدوير بالكامل، ويعمل لفترة أطول، وبتكاليف أقل، وأكثر كفاءة في استخدام الطاقة. كما أن الإكس أو - 1 هو أول كمبيوتر محمول تم منحه مستوى EPEAT الذهبي.

### نيجيريا
في نهاية عام 2007، رفعت شركة لاغوس للتحليل قضية تتهم المؤسسة بسرقة تصميم لوحة الأحرف وطالبت بتعويض 20 مليون دولار، رفضت المؤسسة الدعوى وبدأت إجراءات الرد في المحاكم النيجيرية والأميركية.
في عام 2007، أبلغ في نيجيريا عن وجود مواد إباحية على الإكس أو، والتي قد تصل إلى الأطفال المشاركون في برنامج محمول لكل طفل. وردًا على ذلك، وضعت المؤسسة خططًا لإضافة عوامل تصفية المحتوى. كما حافظت المؤسسة على الموقف القائل بأن مثل هذه القضايا هي قضاية مجتمعية، وليست قضايا تقنية، إضافة إلى بعض الردود التي جعلت البعض يتهم المؤسسة بإتخاذ موقف غير مبال بشأن هذه المسألة.

### الهند
في يونيو 2006، رفضت وزارة تنمية الموارد البشرية الهندية هذه المبادرة، وذكرت لاحقًا أنها تخطط لجعل أجهزة الكمبيوتر المحمولة بسعر 10$ لكل تلميذ. في مايو 2007، قدم إلى الوزارة تصميمين، واحد من طالب هندسة في السنة النهائية من معهد فيلور للتكنولوجيا والآخر من باحث في المعهد الهندي للعلوم في بنجالور، والتي من الممكن عن طريقها إنتاج جهاز كمبيوتر محمول يتكلف إنتاجه 47$ لكل محمول. وأعلنت الوزارة في تموز/يوليو 2008 أن تكلفة الكمبيوتر المحمول «ذي الـ 10 دولارات» سيتكلف في الواقع 100$ عند طرحه. وسمى هذا المشروع بساكشات (Sakshat). في عام 2009، أعلنت مجموعة من الولايات الهندية عن خطط من أجل شراء 250,000 جهاز محمول لكل طفل. وفي عام 2010، أزيح الستار عن محمول ساكشات بتكلفة 35 دولار في الهند.

## وصلات الخارجية
- أسست المؤسسة الصفحة الرئيسية
- أسست المؤسسة ويكي
- أسست المؤسسة منتديات الدعم
- أسست المؤسسة Photostream
- أسست المؤسسة أخبار نسخة محفوظة 27 ديسمبر 2006 على موقع واي باك مشين.

### فيديو
- TEDxBrussels : نيكولاس نيغروبونتي على حاسوب محمول لكل طفل على يوتيوب(نوفمبر 2009)
- تيد نيكولاس نيغروبونتي ليتابع ديل Departmento كولومبيا، ميتا (ديسمبر 2008) نسخة محفوظة 4 يونيو 2009 على موقع واي باك مشين.
- تقارير Worldfocus على الطيار رواندا أسست المؤسسة
- الضوء معهد ماساتشوستس للتكنولوجيا 2008 -- البروفسور نيكولاس نيغروبونتي -- عرض و سؤال وجواب الدورة (بورلنجام، كاليفورنيا، 13 أكتوبر 2008)
- نيكولاس نيغروبونتي: حاسوب محمول لكل طفل، بعد عامين، عرض شريط فيديو في مؤتمر تيد، ديسمبر 2007
- حاسوب محمول لكل طفل: تعلم تغيير، تغيير العقول، منظار، الحلقة 4، إنتاج اليابسة

### وسائط
- تشيستر مدير الميثاق تتبرع بأجهزة الكمبيوتر المحمولة إلى المدرسة
- مدرسة كينية تستفيد من مبادرة حاسوب محمول لكل طفل
- كمبيوتر المستقبل بسعر 75$  على Forbes.com